# Daniel Leites
Daniel Leites (Montevideo, Uruguay, 28 de febrero de 1982) es un futbolista uruguayo. Juega de defensa central y su club actual es Club Social y Deportivo Atenas de 
Tala de la Liga General Artigas de Tala.